# Anna Hirzel-Langenhan
Anna Hirzel-Langenhan   (Lachen, 20 d'agost de 1874 - Berg, 15 de desembre de 1951) fou una pianista i professora de piano suïssa.
Anna Hirzel-Langenhan va estudiar al Conservatori de Zuric i a Viena amb Teodor Leszetycki i Anna Ièssipova. A partir de 1898 va treballar a Múnic, després de treballar amb el seu marit Richard Langenhan, que era un segon mestre de capella del "Kaimorchester" (al costat de Felix Weingartner).), que s'havia establert allà. Tots dos van debutar a "Kaimkonzert" el 5 d'octubre de 1898 amb el primer concert de piano de Tchaikovski. A més de treballar com a solista, va actuar sovint amb membres de l'"Orquestra Cayenne" a les tardes de música de cambra i va aconseguir una posició respectada a la vida musical de Múnic. Per tant, quan el seu marit va morir inesperadament al març de 1900, va continuar quedant-hi i va començar a donar classes de piano. Durant el seu intens ensenyament, va supervisar un cercle estudiantil internacional, que incloïa Edith Picht-Axenfeld, Hermann Abendroth, Erich Doflein, Werner Egk, Hans Leygraf i Maria Landes. Un dels aspectes més destacats en el seus concerts van ser l'actuació de totes les sonates per a violí de Beethoven amb Eugène Ysaÿe en de març de 1903. 1911 va acabar la seva carrera de concertista gairebé íntegrament a causa d'una gota severa.
A partir de 1926, Anna Hirzel-Langenhan va viure a Lugano i, a partir de 1934, a Schloss Berg, al cantó suís de Turgovia, on va viure. Va ensenyar posteriorment al famós pianista André Casanova. Les seves propietats es conserven a la Biblioteca Universitària de Basilea.

## Obres
- Greifen und Begreifen. Ein Weg zur Anschlagskultur.; Agafar i entendre. Una manera de frenar la cultura. Hrsg.: Pina Pozzi i Franz Peter Goebels. Amb un pròleg de Renata Borgatti. Editorial Bärenreiter, Kassel / Basilea / París / Londres / Nova York 1963
- Greifen und Begreifen.; Agafar i entendre. Bärenreiter-Verlag, Kassel [u. a.] 2008 (10a ed.); ISMN 979-0-006-43990-4